# Heinrich Traxdorf

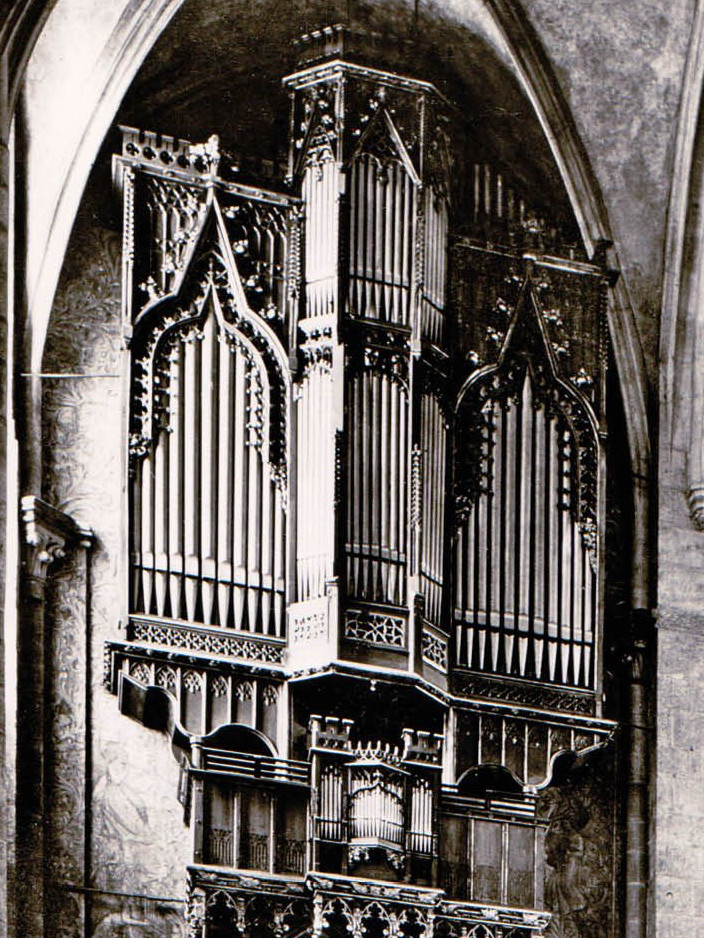
Prospekt der Orgel von St. Sebald (Abbildung vor 1937)

Heinrich Traxdorf (Drassdorf, Drossdorf) (Geburts- und Todesdaten unbekannt) war ein Mainzer Orgelbauer des frühen 15. Jahrhunderts. 
Während seiner Wirkungszeit erreichte der Instrumentenbau neben anderen Städten auch in Mainz eine bedeutende Blüte. In den 1440er Jahren baute er drei Orgeln in Nürnberg: die große Orgel von St. Sebald, deren Prospekt 1945 zerstört wurde, und zwei kleine Orgeln für die Frauenkirche. Eine weitere schuf er in der Stiftskirche des Stifts Sankt Peter in Salzburg. Traxdorf war ein innovativer Orgelbauer und einer der ersten, die vom in der Gotik üblichen Modell des Blockwerks abwichen und das Orgelwerk in Register unterteilte. 